# Oleksiivka (Oleksiivka), Pervomaiske
Oleksiivka (în ucraineană Олексіївка) este localitatea de reședință a comunei Oleksiivka din raionul Pervomaiske, Republica Autonomă Crimeea, Ucraina.

## Demografie
Componența lingvistică a localității Oleksiivka
     Rusă (54,34%)
     Tătară crimeeană (26,63%)
     Ucraineană (17,19%)
     Alte limbi (0,61%)
Conform recensământului din 2001, majoritatea populației localității Oleksiivka era vorbitoare de rusă (54,34%), existând în minoritate și vorbitori de tătară crimeeană (26,63%) și ucraineană (17,19%).